# Војни архив Министарства одбране Републике Србије
Војни архив Министарства одбране Републике Србије једна је од националних и културних и институција ван Архивског система Србије. Основан је 5. фебруара 1876. године уредбом кнеза Милана Обреновића, као „Први војни архив”. 
Целокупна архивска грађа Војног архива, која се односи на све фондове Војног архива, је војне провенијенције и сређена је према тадашњим важећим војним формацијама и структурама јединица које су важиле током одређеног историјског периода, што од истраживачима који потражује податке мора да поседује основне податке о чињеницама које потражује, пре свега о војној јединици на коју се они односе.

## Историја
Идеја о оснивању Архива потекла је од поручник Јован Драгашевић, професор војне историје и географије у Артиљеријској школи, који је 1865. године предложио министру војном Миливоју Петровићу Блазнавцу да се у Кнежевини Србији започне са прикупљањем ратног архивског материјала.
До реализације ове Јованове идеје, дошло је једанаест година касније, 5. фебруара 1876. године, када је на основу уредбе кнеза Милана Обреновића, формиран први војни архив у Србији. На основу ове уредбе издато је наређење трећем одељењу Главног ђенералштаба да: „прибира дата“, пише ратну историју и чува целокупну архиву и руководи ђенералштабном библиотеком.
Почев од оснивања Архива кроз бројне ратови вошене на простору Србије и шире, уништено је много драгоцене грађе коју је Историјско одељење током свог постојања сакупило и обрадило. Ради попуњавања празнина у сачуваној архивској грађи и реконструкције недовољно познатих ратних догађаја, ово Одељење организовало је среађивање архиве и прикупљање мемоарске грађе, све до до 1935. године. Тада су сачињени инвентари, у којима је евидентирана сва грађа оперативног карактера.
Уредбом Краљевског намесништва Краљевине Југославије од 6. марта 1940. године Историјско одељење је реорганизовано и преименовано у Војноисторијски институт. Међутим годину дана касније, након краткотрајног Априлског рата 1941. године, слома Краљевине Југославије и капитулације њене војске, Историјско одељење престало је са радом.
Након завршетка Другог светског рата, наредбом врховног команданта Народноослободилачке војске и партизанских одреда Југославије од 1. марта 1945. године, у саставу новоствореног Генералштаба Југословенске армије основано је и Одељење за ратне опите и Историјско одељење, у чијем се саставу налазио и Одсек архива. Почетком јануара 1946. године Одељење за ратне опите издвојено је у посебну формацијску јединицу, док је Историјско одељење преименовано у Историјски институт Југословенске армије, а од априла 1947. у Војнонаучни и издавачки институт.
У пролеће 1949. године назив је промењен у Војноисторијски институт при коме је оформљено Одељење архива са три одсека. Касније је Одељење архива названо Архив Војноисторијског института.
Архив је 1971. године спојен са Централном архивом ЈНА и функционисао је под називом Војни архив Војноисторијског института.
Од 2006. године Војни архив се налази у саставу Института за стратегијска истраживања, Сектора за политику одбране, Министарства одбране Репуб-
лике Србије, са са седиштем у Београду, у насељу Жарково, у кругу Војнотехничког института.

### Називи
Историјско одељење Главног ђенералштаба био је претеча данашњег Војног архива.
Уредбом Краљевског намесништва од 6. марта 1940. године Историјско одељење је реорганизовано и преименовано у Војноисторијски институт.
Наредбом врховног команданта Народноослободилачке војске и партизанских одреда Југославије од 1. марта 1945. образовано је, у саставу новоствореног Генералштаба Југословенске армије (ЈА), Одељење историјско и Одељење за ратне опите. У његовом саставу налазио се и Одсек архива. Почетком јануара 1946. Одељење за ратне опите издвојено је у посебну формацијску јединицу, док је Одељење историјско преименовано у Историјски институт ЈА, а од априла 1947. у Војнонаучни и издавачки институт.
Од пролећа 1949. године до јесени 2006. назив је био Војноисторијски институт, а у његовом саставу налазио се Војни архив. Од јесени 2006. године до данас установа носи име Војни архив.

### Начелници
Начелници од 1876. до 1941. године:
- почасни ђенерал Јован Драгашевић (1876—1885)
- ђенерал Димитрије Ђурић (1885—1886)
- почасни ђенерал Јован Прапорчетовић
- ђенерал Јован Атанацковић
- дивизијски ђенерал Миливоје Николајевић (1920- ? )
- ђенералштабни пуковник Драгомир Вучковић
- ђенералштабни пуковник Светозар Нешић

Начелници Војноисторијског института у оквиру којег је био Војни архив од 1944. до 2006. године:
- генерал-лајтнант Фјодор Махин ( ? -1945)
- генерал-мајор Милан Зеленика (1945—1946)
- генерал-лајтнант Бошко Шиљеговић (1947—1948)
- генерал-мајор Ђоко Јованић (1948)
- пуковник Саво Вукчевић (1948—1949)
- пуковник Стево Маодуш (1949—1953)
- генерал-потпуковник Велимир Терзић (1953—1959)
- генерал-пуковник Јован Вукотић (1959- ? )
- генерал-потпуковник Блажо Јанковић
- генерал-потпуковник Петар Брајовић
- генерал-потпуковник Бранко Брајовић
- генерал-потпуковник Бранко Боројевић
- генерал-потпуковник Фабијан Трго
- пуковник Урош Костић
- пуковник Секула Јоксимовић
- капетан бојног брода Радивоје Јоваџић
- пуковник Славко Вукчевић
- пуковник Милоје Пршић
- пуковник Михајло Басара

Начелник Војног архива:
- пуковник Драган Крсмановић (2006—2007)

Директори Војног архива:
- пуковник Драгослав Динић (2007—2008)
- пуковник Драган Милошевић (2008—2011)
- пуковник Милорад Секуловић (2012-2016)
- капетан бојног брода Горан Петровић

(2017-2021)
- пуковник Петар Ивановић

(2021-)

## Задаци и намена
Главни задатак Војног архива је да прикупља, обрађује, чува, ставља на увид и публикује документа настала у српској и југословенској војсци у периоду од 1847. године до данас, а и надаље.

## Инфраструктура
Војни архив располаже са:
- депоима за смештај и чување архивске грађе,
- изложбеним простором
- две читаонице (од којих је једна за дигитализовану грађу).
- Фондовима

У складу са прописима Србије, архивска грађа која се налази у Војном архиву, намењена је истановама и појединцима за научно-истраживачки рад, издавачку делатност и друге потребе, као и за утврђивање права физичких и правних лица и то по истеку рока од 50 година од њеног настанка, уколико то није у супротности са интересима Министарства одбране, Војске Србије и Законом о заштити података о личности.
Архива је намењена и страни држављанима „на основу међународног уговора – споразума који је Србија закључила, стварног реципроцитета, услова прописаних Законом о архивској грађи и Споразума о сукцесији Југославије и на основу њега донетих прописа.
”

## Фондови
Војног архива обухвата збирку од око 7.000 метара архивске грађе, са близу 40 милиона листова. Од тога отворена грађа обухвата око 2.500 дужних метара, а затворена око 4.500 дужних метара, односно око 14.500 кутија и око 3.200 сандука. У микроформи налази се око 1,8 милиона листова.
Архив поседује три основне групе фондова отворене архивске грађе и то: 
- Фонд архивска грађа од 1847. до 15. маја
- Фонд архивска грађа Војног архива из фонда Савезног секретаријата народне одбране од 1945. до 1961. године
- Фонд архивска грађа војног правосуђа и правосудне управе.

Посебну целину Архива представља и:
- збирка микрофилмова у којој се чувају снимци докумената о Народноослободилачком рату од 1941. до 1945. године,
- збирка података о непријатељским снагама, али и о Војсци Краљевине Југославије.
- архивска грађе која се односи на 60 година рада војног правосудног система, и документи војног правосуђа и Правосудне управе од 1944. године па све до краја 2004, када је војно судство и војно тужилаштво престало да постоји.

| Архивски фондови                                                           | Архивска грађа |
| -------------------------------------------------------------------------- | --- |
| Архивски фондови до 1941:                                                  | - Војска Кнежевине/Краљевине Србије, 1847–1920. - Војска Краљевине Југославије, 1921–1941. |
| Војни фондови старе српске и бивше југословенске војске од 1847. до 1941.: | - Пописник бр. 1 – Војна архивска грађа од 1847. до 1911. године (један документ из 1715). - Пописник бр. 2 – Ратна архива Првог и Другог балканског рата 1912–1913. - Пописник бр. 3 – Ратна архива Врховне команде српске војске и свих њених одељења од 1914. до 1920. - Пописник бр. 3а – Архивска грађа материјалних одељења и органа Врховне команде (неоперативног карактера) од 1914. до 1920. - Пописник бр. 4 – Ратна архива армија и армијских области од 1914. до 1920. - Пописник бр. 5 – Ратна архива Министарства војног, са одељењима и установама, од 1914. до 1923. - Пописник бр. 6 – Ратна архива дивизија и дивизијских области од 1914. до 1920. - Пописник бр. 7 – Ратна архива разних одреда, јединица и команди од 1914. до 1921. - Пописник бр. 8 – Ратна архива коњичке дивизије, бригада и пукова од 1914. до 1920. године. - Пописник бр. 9 – Ратна архива свих пешадијских пукова I, II и III позива, за период од 1914. до 1920. - Пописник бр. 10 – Архива Добровољачког корпуса у Русији од 1916. до 1918. - Пописник бр. 11 – Архива аеропланских и панорамских снимака из рата 1914. до 1920. - Пописник бр. 12 – Архива географских карата и топографских секција са балканског и европског ратишта, домаћег и страног порекла – обухватају период до 1932. - Пописник бр. 13 – Аустроугарска ратна архива од 1908. до 1918. - Пописник бр. 14 – Архива стајаће и активне војске, архива Министарства војног и Главног ђенералштаба од 1847. до 1911. (има документ из 1833). - Пописник бр. 16 – Откупљена и поклоњена архивска грађа од 1806. до 1941. (има неколико докумената од 1941. до 1945). - Пописник бр. 17 – Архивска грађа бивше југословенске војске од јануара 1921. до априла 1941. (закључно са априлским ратом). |
| Архивски фондови после 1941.:                                              | - Народноослободилачка војска Југославије, 1941–1945; - Четници Драже Михаиловића, 1941–1945; - Српска влада Милана Недића, 1941–1944; - Емигрантска влада Краљевине Југославије, 1941–1945; - Немачка окупаторска војска, 1941–1945; - Италијанска окупаторска војска, 1941–1943; - Независна држава Хрватска, 1941–1945. |